# Ліза Нанді
Ліза Єва Нанді (нар. 9 серпня 1979 р.) — британська політкиня, член Палати громад Великої Британії  від Вігану з 2010 року. Ліза була Парламентським приватним секретарем Тессо Джоуелл з 2010 по 2012 рік і міністром до 2015 року,  і впродовж року тіньовим міністром з енергетики та зміни клімату. 
Нанді виступає кандидатом на виборах керівництва Лейбористської партії 2020 року .

## Раннє життя та кар’єра
Ліза Єва Нанді народилася в Манчестері 9 серпня 1979,   дочка Луїзи (уродженої Байєрс) і Діпака Нанді, вченого з Індії .    Дідусь Лізи, Френк Байєрс, був депутатом ліберальної партії.  Нанді росла в Манчестері і в Бері, де згодом оселилася її сім'я. 
Ліза навчалася в Паррс Вудаській середній школі, змішаній загальноосвітній школі в Іст-Дідсбері в Манчестері, а потім в коледжі Holy Cross в Бері.   Ліза вивчала політику в Ньюкаслському університеті, який закінчила в 2001 році, а також здобула ступінь магістра публічної політики в Біркбекському університеті (Лондон). 
Ліза працювала дослідником і помічником депутата  Ніла Джеррарда .  З 2003 по 2005 рік Нанді працювала у благодійній організації Centrepoint, з 2005 року до обрання в 2010 році — старшим радником з питань політики у Дитячому товаристві, де її спеціалізацією були питання молодих біженців, виконувала обов'язки радника Уповноваженого з питань захисту дітей у Англії та Незалежної комісії з питань притулку .     З 2006 по 2010 рік вона працювала радником з питань праці у Раді міста Хаммерсміт та Фулхем у Лондоні . 